# Saison 2014 des Angels de Los Angeles
La saison 2014 des Angels de Los Angeles est la 54e saison en Ligue majeure de baseball pour cette franchise. Les Angels connaissent en 2014 leur 3e meilleure saison. Avec 98 victoires contre 64 défaites, ils réalisent la meilleure performance du baseball majeur en saison régulière. À la poursuite des A's d'Oakland dans la division Ouest de la Ligue américaine, ils leur ravissent le premier rang le 18 août pour ne plus le quitter et terminer 10 matchs devant leurs rivaux. Avec un total de 20 victoires de plus qu'en 2013, il s'agit de la meilleure saison des Angels depuis leur record de 100 victoires en 2008, d'une première saison gagnante depuis 2012, d'un premier titre de division depuis 2009 et d'une première qualification en séries éliminatoires depuis 2009. Ils sont cependant éliminés dès le premier tour, battus 3 parties à zéro par Kansas City en Série de divisions.

## Contexte
Avec 78 victoires contre 84 défaites en 2013, les Angels connaissent leur première saison perdante depuis 2010. Malgré une deuxième saison exceptionnelle du jeune Mike Trout, qui termine encore second au vote désignant le joueur par excellence de la Ligue américaine, les Angels perdent 11 parties de plus que l'année précédente. Les performances des lanceurs sont particulièrement problématiques, et le club d'Anaheim termine au 3e rang de la division Ouest de la Ligue américaine, 18 matchs derrière les meneurs et loin d'une place en éliminatoires.

## Intersaison
Le 22 novembre 2013, les Angels transfèrent les voltigeurs Peter Bourjos et Randal Grichuk aux Cardinals de Saint-Louis contre le joueur de troisième but David Freese et le lanceur droitier Fernando Salas.
Le 27 novembre, le lanceur de relève droitier Joe Smith, devenu agent libre après 5 saisons chez les Indians de Cleveland, accepte le contrat de 3 ans offert par les Angels. Un autre joueur ayant passé chez les Indians en 2013, le spécialiste gaucher Clay Rapada, rejoint les Angels via un contrat des ligues mineures après n'être apparu que dans 4 matchs des majeures la saison précédente.
Le 10 décembre, les Angels échangent le frappeur de puissance Mark Trumbo aux Diamondbacks de l'Arizona dans une transaction à 3 équipes impliquant aussi les White Sox de Chicago. Cette action permet aux Angels d'obtenir d'Arizona le lanceur gaucher Tyler Skaggs, un de leurs anciens choix de repêchage échangé en 2010 avant son entrée dans les majeures. Un autre lanceur gaucher, Hector Santiago des White Sox, prend la direction d'Anaheim.
Le 27 décembre, le vétéran frappeur désigné et voltigeur Raúl Ibáñez, âgé de 41 ans, signe un contrat d'un an avec le club d'Anaheim.
Deux lanceurs partants devenus agents libres quittent Anaheim durant la saison morte : le droitier Jerome Williams et le gaucher Jason Vargas, ce dernier se ralliant aux Royals de Kansas City.
Le lanceur droitier Mark Mulder, que des blessures avaient contraint à une retraite prématurée en 2008, tente un retour au baseball professionnel et signe un contrat des ligues mineures avec les Angels en janvier 2014.

## Calendrier pré-saison
L'entraînement de printemps 2014 des Angels se déroule du 28 février au 29 mars.

## Saison régulière
La saison régulière de 162 matchs des Angels débute le 31 mars par la visite des Mariners de Seattle et se termine le 28 septembre suivant.

### Classement
| Ligue américaine (Division Ouest) | V  | D  | %    | Diff. | Diff. (séries) |
| --------------------------------- | -- | -- | ---- | ----- | -------------- |
| Angels de Los Angeles             | 98 | 64 | ,605 | -     | -              |
| Athletics d'Oakland               | 88 | 74 | ,543 | 10    | -              |
| Mariners de Seattle               | 87 | 75 | ,537 | 11    | 1              |
| Astros de Houston                 | 70 | 92 | ,432 | 28    | 18             |
| Rangers du Texas                  | 67 | 95 | ,414 | 31    | 21             |

### Avril
- 22 avril : Avec deux circuits contre Taylor Jordan des Nationals de Washington le 22 avril 2014, Albert Pujols, des Angels, devient le 26e joueur de l'histoire avec 500 circuits en carrière. À 34 ans et 96 jours, il est le 3e plus jeune à atteindre ce total après Alex Rodriguez et Jimmie Foxx[18].

### Juin
- 27 juin : Les Angels échangent Ernesto Frieri aux Pirates de Pittsburgh contre un autre releveur droitier, le vétéran Jason Grilli[19].

### Juillet
- 2 juillet : Pour la seconde fois de sa carrière, Mike Trout des Angels est nommé joueur par excellence du mois dans la Ligue américaine, acceptant l'honneur pour ses performances en juin[20].
- 5 juillet : Les Angels font l'acquisition du lanceur de relève gaucher Joe Thatcher et du voltigeur réserviste Tony Campana des Diamondbacks de l'Arizona, à qui ils cèdent en retour deux joueurs de ligues mineures, le voltigeur Zach Borenstein et le lanceur droitier Joey Krehbiel[21].
- 7 juillet : Avec un succès sur Toronto, la franchise des Angels compte autant de victoires (4 272) que de défaites (4 272) pour la première fois depuis 1961[22]. Il s'agit de la seule franchise créée après 1961 à jouer pour au moins ,500[23]. Les Angels perdent leur match suivant mais reviennent au-dessus de ,500 le 10 juillet[24].
- 19 juillet : Les Angels transfèrent 4 joueurs des ligues mineures aux Padres de San Diego contre le stoppeur Huston Street et un autre lanceur droitier, Trevor Gott[25].

### Août
- 20 août : Le lanceur des Angels Garrett Richards, l'un des meilleurs des majeures depuis le début de la saison, est blessé au genou gauche dans un match contre Boston et doit subir une opération suivie d'une convalescence longue de 6 à 9 mois[26].

### Septembre
- 15 septembre : Avec une victoire sur Seattle, les Angels décrochent leur première qualification depuis 2009 pour les séries éliminatoires et deviennent la première équipe qualifiée en 2014[27].
- 17 septembre : La défaite des A's d'Oakland qui suit une victoire à Anaheim des Angels assure à ces derniers leur premier titre de la division Ouest de la Ligue américaine depuis 2009[28].

## Effectif actuel
- Drew Rucinski